# Betasuchus
Betasuchus (лат.) — род теропод, живших в позднем меловом периоде. Betasuchus и Orthomerus являются единственными родами динозавров, названными по остаткам, найденным в Нидерландах. Betasuchus является единственным нептичьим тероподом, обнаруженным в отложениях формации Маастрихт (Maastricht Formation).

## Открытие
Его окаменелость, голотип BMNH 42997 (теперь NHM R 42997), часть правой бедренной кости длиной 312 мм была найдена в Нидерландах недалеко от Маастрихта и первоначально была отнесена к новому виду мегалозавра в 1883 году Гарри Говиром Сили: M. bredai, в честь покойного голландского биолога и геолога Якоба Гийсбертуса Самуэля ван Бреда, директора музея Тейлерса, который нашёл эту окаменелость где-то между 1820 и 1860 годами в известняковом карьере в Санкт-Питерсберге . Ван Бреда не раскапывал окаменелость сам, а покупал их у рабочих каменоломни, которые в этот период выкапывали камень из туннелей на нескольких уровнях горы; поэтому невозможно определить точный временный диапазон; однако все окаменелости динозавров из формации, которые можно было датировать, относятся к позднему маастрихту возрастом 67-66 миллионов лет назад. Сохранилась только верхняя часть бедренной кости; отсутствует около 8 см дистального конца, так как кость была разбита на две части, когда блок мела, содержащий ее, был выбит. Также была повреждена головка бедренной кости. Окаменелость была частью его личной коллекции, а не музейной, и была продана Британскому музею естественной истории после его смерти в 1867 году. В 1892 году бельгийско-голландско-немецкий палеонтолог Йохан Казимир Убагс отнес некоторые зубы к M. bredai . Megalosaurus bredai был в 1883 году первым наземным позвоночным, названным в маастрихтских слоях.
Однако повторное исследование окаменелости, проведенное Фридрихом фон Хьюне в 1926 году, показало, что она принадлежит другому роду, который в девятнадцатом и в начале двадцатого века был мусорным таксоном, где многие неродственные плотоядные динозавры были свалены вместе. фон Хьюне подумал, что окаменелость на самом деле принадлежала орнитомимозавру, и дал ему предварительное обозначение «Ornithomimidorum genus b» (от лат: род b орнитомимидов), будучи вторым из двух видов мегалозавров, которые он отнёс к Ornithomimidae, первым из которых был M. lonzeensis как «Ornithomimidorum genus a». «Орнитомимидорум» иногда ошибочно называют родом динозавров. фон Хьюне упомянул это обозначение, когда он официально переименовал M. bredai в 1932 году, назвав его Betasuchus (греч. «крокодил B»).
В 2017 году его длина оценивалась в 4 метра. 

## Филогения
Betasuchus известен только по одной неполной бедренной кости, поэтому его точное родство с другими тероподами было трудно определить. В 1972 году Дейл Рассел подтвердил мнение фон Хьюне о том, что Betasuchus был орнитомимозавридом, также определил это название как nomen vanum . Некоторые исследователи до сих пор используют M. bredai вместо Betasuchus. Дэвид Норман в 1990 году определил Megalosaurus bredai как nomen dubium.
Жан ле Леф и Эрик Бюффето в 1991 году пришли к выводу, что это был небольшой абелизаврид, родственный тараскозавру . Они упомянули более узкую шейку бедра, отсутствие ориентации головки бедра спереди, отсутствие отверстия или отверстия под малым вертелом и то, что передняя поверхность уже. Кроме того, на нижнем конце видны начала переднего внутреннего гребня, по-видимому, гомологичного надмыщелковому гребню бедренной кости карнотавра . Они отвергли его принадлежность к орнитомимидам из-за более высокого положения четвертого вертлуга на задней части бедренной кости.
В 1997 году Карпентер, Рассел и Бэрд пришли к выводу, что Betasuchus является родственником дриптозавра. В 2004 году Тикоски и Роу включили тараскозавра в состав абелизавроидов.

## Использованная литература
- - Seeley (1883). "On the dinosaurs from the Maastricht beds." Q. J. Geol. Soc. London, 39: 246-253.
  - Ubaghs, C. 1892. "Sur l'origine des vallées du Limbourg hollandais". Extract Mém. Soc. belge Géol. VI; pp. 150–169
  - C. Ubaghs, "Le Megalosaurus dans la craie supérieure du Limbourg", Bull. Soc. belge Géol. Paléont. Hydrol. 6 (1893) 26–29.
  - Von Huene, F. (1926). "The carnivorous Saurischia in the Jura and Cretaceous formations, principally in Europe". Revista del Museo de La Plata 29:35-167
  - Von Huene (1932). "Die fossile Reptil-Ordnung Saurischia, ihre Entwicklung und Geschichte." Monogr. Geol. Palaeontol. (Pt. I and II, Ser. I) 4, 1-361.
  - Russell, D.A. (1972). "Ostrich dinosaurs from the Late Cretaceous of western Canada". Canadian Journal of Earth Sciences 9: 375–402
  - Norman, D.B., Problematic Theropoda: "Coelurosaurs" in D.B. Weishampel, P. Dodson, H. Osmólska (eds), The Dinosauria, University of California Press, Berkeley, CA, 1990, Ch. 13
  - Jean le Loeuff and Eric Buffetaut (1991). "Tarascosaurus salluvicus nov. gen., nov. sp.,dinosaure théropode du Crétacé supérieur du Sud de la France". Geobios, Volume 24, Issue 5, 1991, Pages 585-594
  - J. le Loeuff, "Les vertébrés continentaux du Crétacé supérieur d’Europe: paléoécologie, biostratigraphie et paléobiogéographie", Mém. Sci. Terre, Paris 92 (3) (1992) 1–273
  - K. Carpenter, D. Russell, D. Baird, R. Denton, "Redescription of the holotype of Dryptosaurus aquilungis (Dinosauria: Theropoda) from the Upper Cretaceous of New Jersey", J. Vertebr. Paleontol. 17 (1997) 561–573
  - D.B. Weishampel, E.W.A. Mulder, R.W. Dortangs, J.W.M. Jagt, C.-M. Jianu, M.M.M. Kuypers, H.H.G. Peeters, A.S. Schulp, "Dinosaur remains from the type Maastrichtian: an update", Geol. Mijnb. 75 (1999) 357–365
  - John W.M. Jagt, Eric W.A. Mulder, Anne S. Schulp, Rudi W. Dortangs, René H.B. Fraaije, 2003, "Dinosaurs from the Maastrichtian-type area (southeastern Netherlands, northeastern Belgium)", Palevol 2 (2003) 67–76
  - Tykoski, R.S. and Rowe, T., (2004), "Ceratosauria". In: D.B. Weishampel, P. Dodson, and H. Osmólska (eds.), The Dinosauria, second edition, pp. 47–70, University of California Press, Berkeley